# Задруга

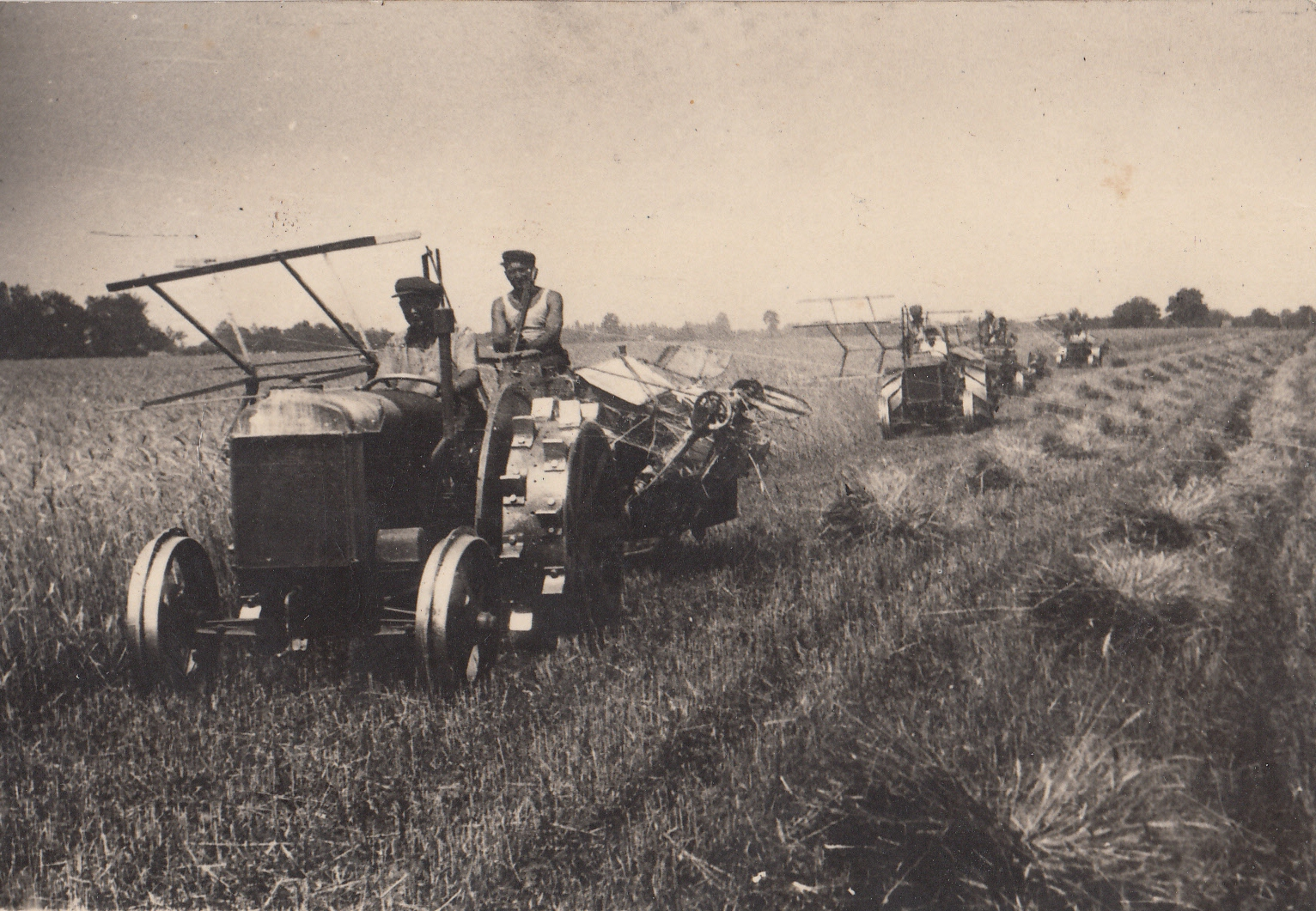
Жатва в коллективной задруге (колхозе) имени Бориса Кидрича, окрестности Бачки-Петроваца, 1940-е годы.

За́друга (серб. задруга, задружна кућа) — община, состоящая из нескольких семей, связанных не столько родством, сколько экономическими и территориальными связями. Была распространена до начала XX века у южных и западных славян, особенно среди сербов и некоторых хорватов.

## Структура
Число членов такого общества различается от 20 (некоторые регионы Хорватии) до 100 человек (Славония). Иногда члены задруги могли жить в одном общем доме, а иногда она разрасталась до целого села. Несмотря на родство членов задруги, её членом мог стать и другой человек, например, батрак, женившийся на женщине из хозяев задруги или отказавшийся брать плату.
Основной принцип задруги — поглощение отдельных лиц её коллективом, представителем которой является старейшина-домачин (серб. домаћин), выбиравшийся единогласно пожилыми и женатыми членами задруги. По необходимости, иногда домачинами избирались и молодые, но способные, честные люди, даже женщины. Когда же долго не могли согласиться в выборе старейшины, то по традиции, в хлеб запекали серебряную монету, затем разламывали его и раздавали кандидатам куски. Кому попадалась монета, тот и считался избранным.
Власть домачина носила чисто патриархальный характер. Он держал суд, и отчасти приведение его решения в исполнение (расправу), распределял работу между членами, наблюдал за её выполнением, вёл отношения с государственными властями, отвечал за своевременный взнос податей и за все проступки и беспорядки в своей общине. Тем не менее, все его действия согласовывались с членами задруги. По отношению к имуществу домачин являлся только его управляющим. Любая крупная операция также совершалась им с согласия членов задруг, начиная с 20-летнего возраста. Старейшина, не удовлетворявший требованиям общины, мог быть лишен этой должности.
После домачина большую роль играла домачица (серб. домаћица), как правило, его жена. В некоторых местах (например, в окрестностях Дубровника), жену домачина не избирали домачицей, боясь увеличить его власть. Домачица заведовала домашним хозяйством, раздавала работу женщинам, готовила еду и т. д. Домачица подчинялась домачину и во всех важных случаях спрашивала его совета.
Все члены задруги имели право на общее, задружное имущество для содержания себя и семьи, составлявшее собственность не отдельных лиц, а собственность самой задруги в лице её настоящих, бывших и будущих членов. Каждое поколение членов задруги только пользовалось им. Продать что-нибудь из общего имущества, наследства предшествовавших поколений (серб. дедовина) считалось грехом, но и на индивидуальную собственность также смотрели неблагосклонно, так как она явилась причиной разложения задруг. Тем не менее, такая собственность признается: оружие неприятеля принадлежало победителю, в личную собственность поступали и подарки, находки, все заработанное в часы, свободные от обязательных занятий в пользу задруги и т. д. Право ходить на промыслы принадлежало всем членам задруги, но только в определённое время (по окончании полевых летних работ) и в определённом количестве. Отпущенные были обязаны вносить заработок в общую казну или нанять за себя работника.

## История

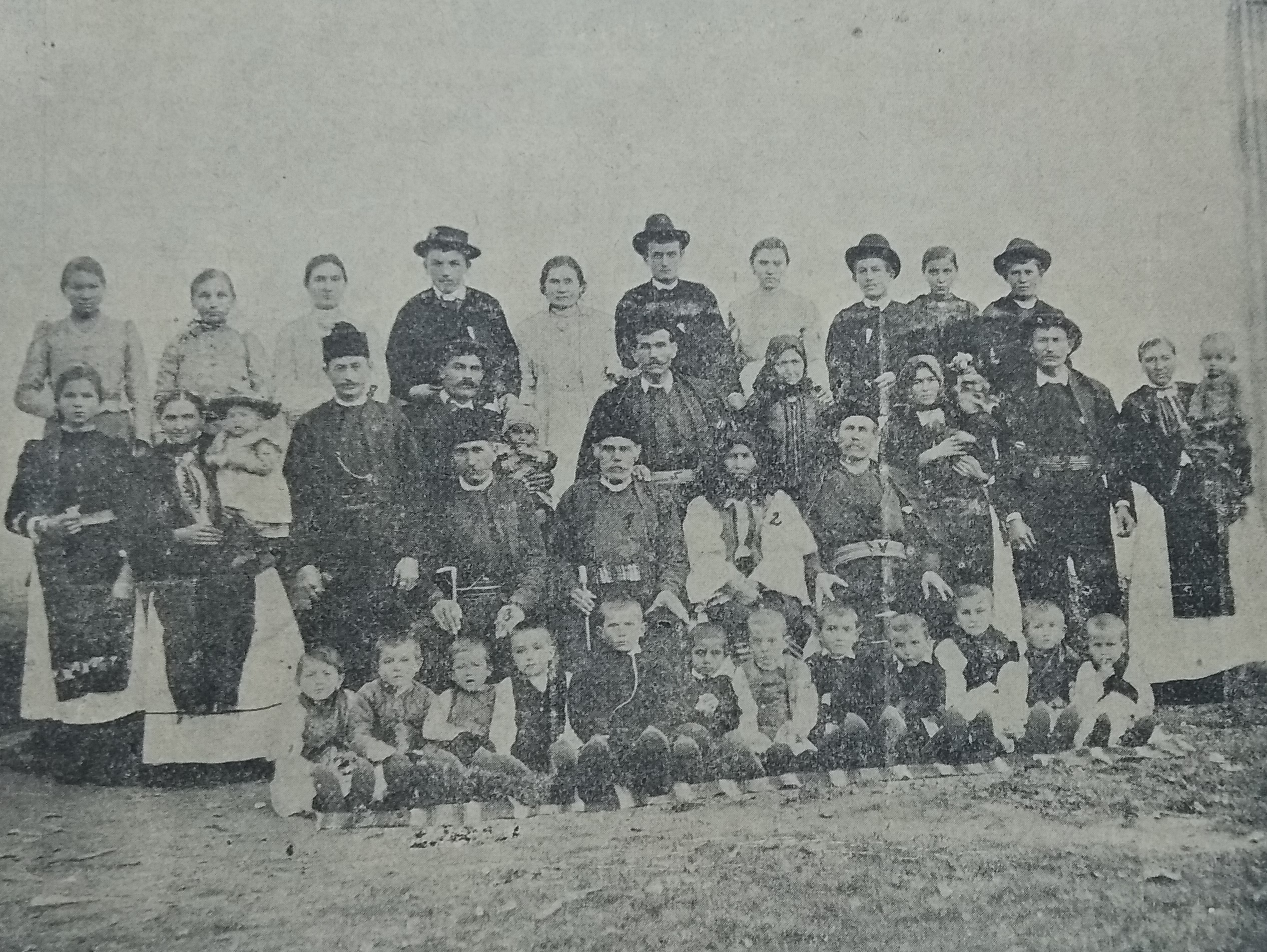
Семья из задруги, 1910-е годы, фотография из журнала «Ilustrovana ratna kronika» 1912—1913 годов.

У чехов, моравов, поляков и других славян задруга просуществовала примерно до XVI века, в то время как русская крестьянская большая семья сохраняла черты южнославянской задруги до революции и коллективизации. Относительно политического быта Древней Руси в домонгольский период существует несколько теорий, в числе которых видное место занимает общинно-задружная теория, разработанная профессором Фёдором Леонтовичем и принятая Константином Бестужевым-Рюминым. По его мнению, история застает славян в то время, когда род уже разложился на отдельные семьи, предки задруги. Они, не забывая кровного родства, жили сообща, «заединой» задруги, в силу экономических условий — выгодности труда общими силами, а также и социальных — ради самозащиты. Путём колонизационного движения отдельные общины соединялись в общие союзы, волости. Во главе их стояли князья, отношения которых между собой, к народу и дружине строились по задружным началам.

### Исчезновение задруг
С середины XIX века в независимой Сербии задруги постепенно стали распадаться, на что повлияли отдельная собственность у членов задруг, злоупотребления полномочиями домачинами и обращения к правительству с просьбой об их назначении. Например, по словам министра внутренних дел Сербии, в 1861—1863 годах зафиксировано 4469 случаев раздела задруги. Возможность раздела задруги была предусмотрена принятым в 1844 году сербским гражданским кодексом, хотя с другой стороны сохранял задружный принцип коллективной собственности на землю. Современник в начале XX века отмечал, что задруги в чистом виде сохранились только в глухих углах Сербии. Многие русские путешественники, ещё заставшие задруги в начале XX века (например, Евгений Мартынов), разумно сравнивали её с русской крестьянской общиной. Деревни, раньше бывшие задругами, как правило, носят окончания -ивци, -евци, -овци, -инци, -ци, -ане, -ене и другие.

### Задруги в СФРЮ и настоящее время
Социалистическая Югославия, как и большинство социалистических стран, предприняла коллективизацию сельского хозяйства. Её началом послужил пленум ЦК компартии Югославии (28 — 30 января 1949 года), по итогам которого начали создавать т. н. коллективные трудовые задруги (КТЗ, серб. колективне задруге), аналоги советских колхозов. После крестьянских выступлений в Хорватии и Македонии, в 1953 году югославские власти разрешили крестьянам выходить из задруг. Таким образом, попытка коллективизации провалилась. Так, если к 1950 году у КТЗ было 20 % обрабатываемой земли, то уже к 1956-му лишь 2 %, а количество задруг сократилось с 1258 в 1953 году до 147 в 1961-м.
В современном сербском языке слово «задруга» обозначает не только сельскохозяйственную общину, но и любой кооператив и объединение работников.

## Источник
- Задруга // Энциклопедический словарь Брокгауза и Ефрона : в 86 т. (82 т. и 4 доп.). — СПб., 1890—1907.